# Distractive Killusions
Distractive Killusions är det fjärde studioalbumet av det polska black metal-bandet Vesania.

## Låtlista
1. "Narrenschyff"
2. "The Dawnfall (Hamartia and Hybris)"
3. "Infinity Horizon"
4. "Rage of Reason"
5. "Of Bitterness and Clarity"
6. "Silence Makes Noise (Eternity - The Mood)"
7. "Hell is for Children"
8. "Aesthesis"
9. "Distractive Crysendo"

## Banduppsättning
- Orion - Tomasz Wróblewski - sång, gitarr
- Daray - Dariusz Brzozowski - trummor
- Heinrich - Filip Hałucha - bas
- Siegmar - Krzysztof Oloś - keyboard
- Valeo - Marcin Walenczykowski - gitarr